# Republica Florentină
Republica Florentină (în italiană Repubblica Fiorentina) a fost un stat medieval european, cu capitala la Florența.

## Importanță economică
Florinul, emis la Florența începând cu secolul al XIII-lea, a devenit moneda preferată de schimb în Europa, datorită puterii financiare a republicii. Florinul renan și florinul maghiar (forintul) au constituit versiuni locale ale modelului florentin începând cu secolul al XIV-lea.